# Scie (fleuve)
Pour les articles homonymes, voir Scie (homonymie).
La Scie est un fleuve côtier de Normandie, dans le département de Seine-Maritime, en région Normandie, qui se jette dans la Manche et dont la vallée, occupée par de nombreux vergers de pommiers, porte le témoignage de nombreux hommes illustres.

## Géographie
La longueur de son cours d'eau est de 37,9 km.
La Scie prend sa source au sud de Saint-Maclou-de-Folleville à l'est de Tôtes, sur la commune d'Étaimpuis, à 137 m d'altitude, dans le ravin du Chasse-Fétu localisé aux coordonnées géodésiques (RGF93) suivantes : 49.6457° de latitude nord ; 1.1432° de longitude est.

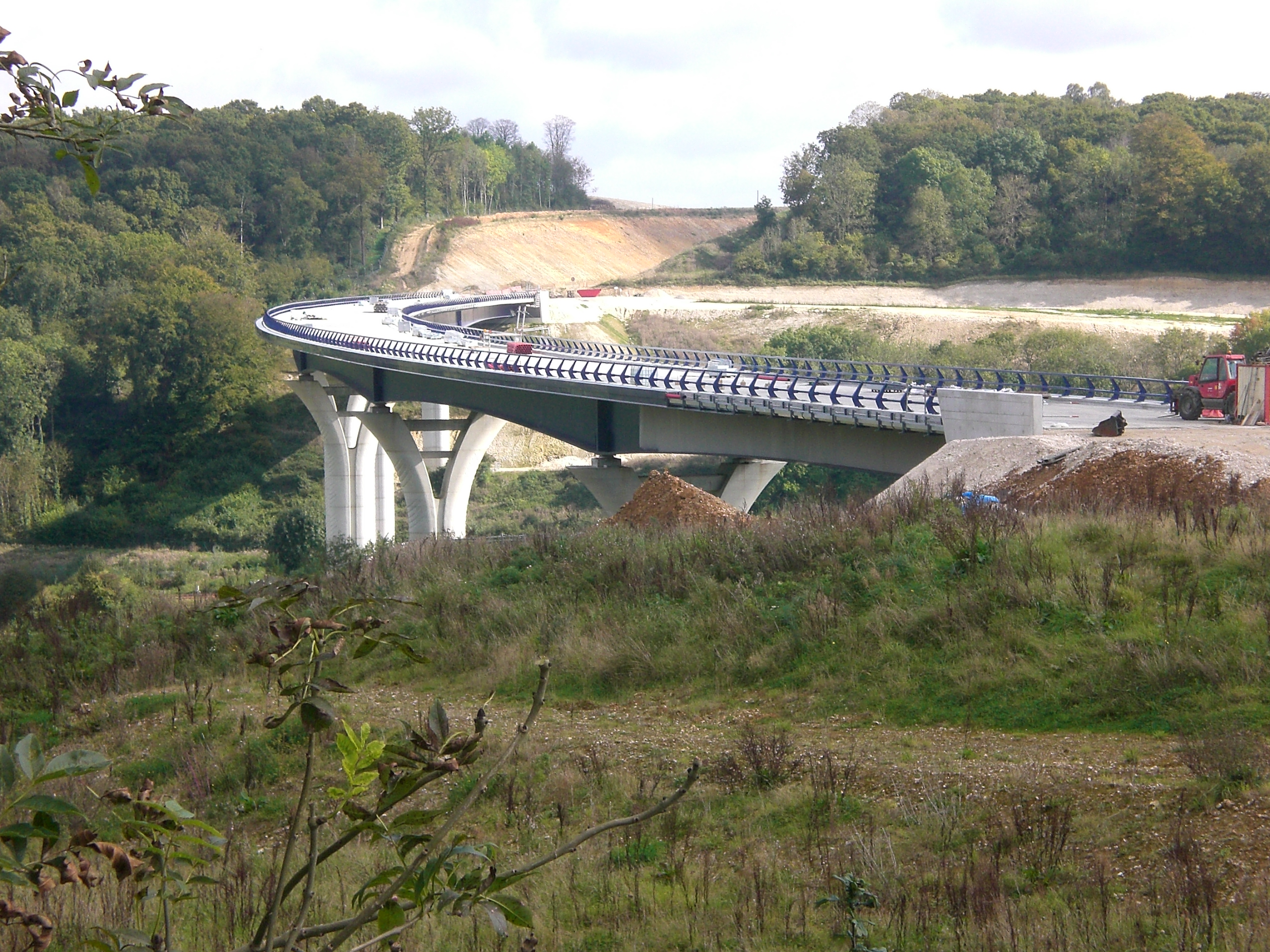
Le viaduc de la Scie en septembre 2014 à Manéhouville.

Sa vallée étroite, qui s'enfonce assez profondément dans le plateau du Pays de Caux, est occupée par la voie ferrée Rouen—Malaunay—Dieppe. Un viaduc surplombe sa vallée au niveau de Manéhouville : le viaduc de la Scie.
Elle se jette, au terme d'un cours sinueux orienté nord - nord-ouest à l'exemple des autres petits fleuves côtiers de Seine-Maritime, dans la Manche à Pourville-sur-Mer, hameau de Hautot-sur-Mer. Cette embouchure est busée avec une écluse et un clapet interdisant la pénétration des eaux marines.

### Communes et cantons traversés
Dans le seul département de la Seine-Maritime, la Scie arrose les vingt-une communes suivantes, de l'amont vers l'aval, Étaimpuis (source), Saint-Victor-l'Abbaye, Saint-Maclou-de-Folleville, Vassonville, Saint-Denis-sur-Scie, Auffay, Heugleville-sur-Scie, Gonneville-sur-Scie, Notre-Dame-du-Parc, Saint-Crespin, Les Cent-Acres, Longueville-sur-Scie, Dénestanville, Crosville-sur-Scie, Anneville-sur-Scie, Manéhouville, Sauqueville, Tourville-sur-Arques, Saint-Aubin-sur-Scie, Offranville, et Hautot-sur-Mer (embouchure).
Soit en termes de cantons, la Scie prend source dans le canton de Tôtes, traverse le canton de Longueville-sur-Scie, et a son embouchure dans le canton d'Offranville, le tout dans l'arrondissement de Dieppe.

### Toponymes

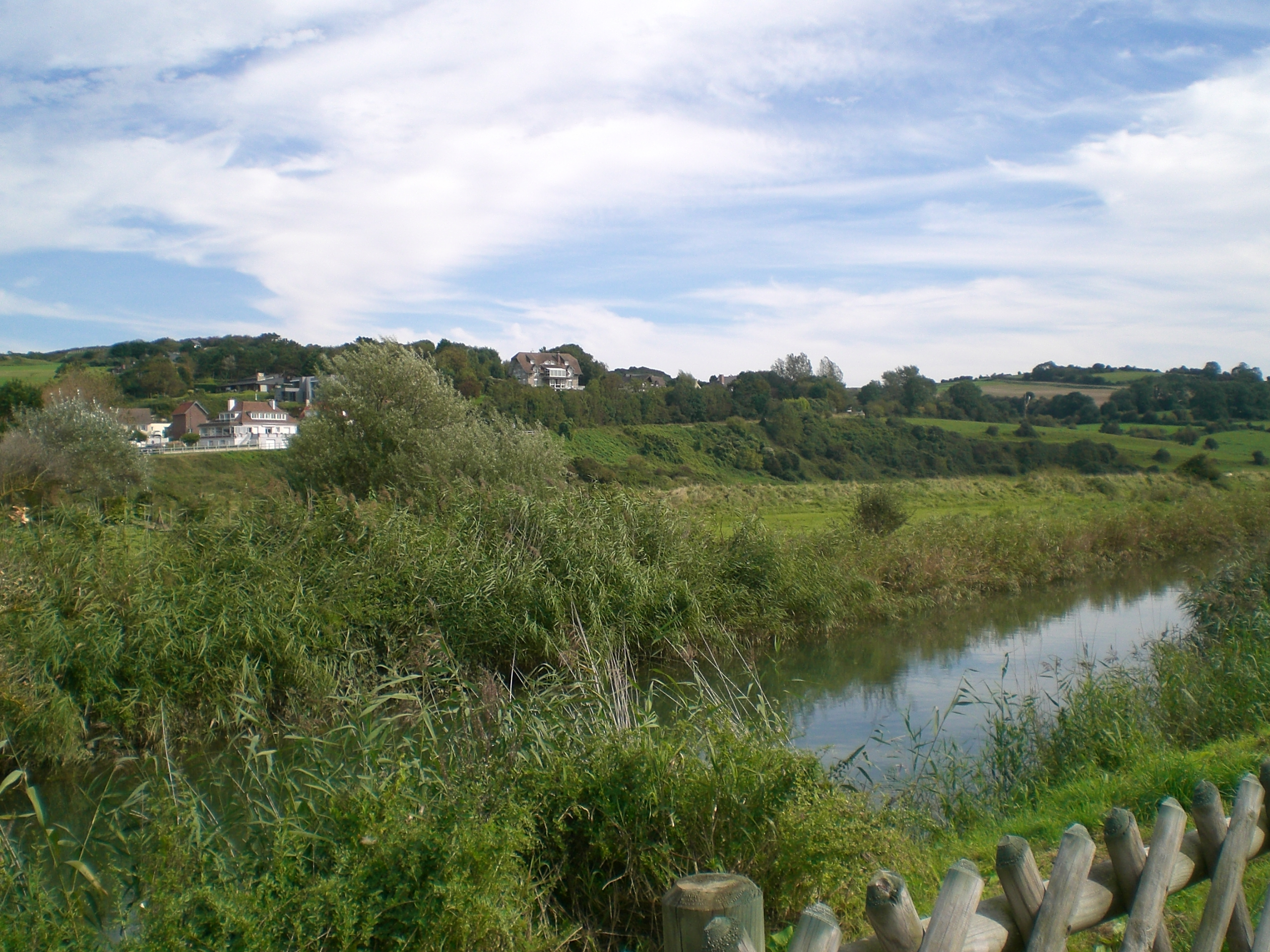
La Scie à Pourville - Hautot-sur-Mer - embouchure - vue vers l'amont.

La Scie a donné son hydronyme aux sept communes suivantes d'Anneville-sur-Scie, Crosville-sur-Scie, Gonneville-sur-Scie, Heugleville-sur-Scie, Longueville-sur-Scie, Saint-Aubin-sur-Scie, Saint-Denis-sur-Scie.

### Bassin versant
La Scie traverse une seule zone hydrographique de « La Scie de sa source à l'embouchure » (G310) de 221 km2 de superficie.

### Organisme gestionnaire
L'organisme gestionnaire est le syndicat des bassins versants Saâne Vienne et Scie.

## Affluents
La Scie a un seul tronçon affluent référencé le Fossé du Plessis (rd), 1,4 km sur les deux communes de Saint-Aubin-sur-Scie (source) et Hautot-sur-Mer (confluence).

### Rang de Strahler
Donc le rang de Strahler de la Scie est de deux par le Fossé du Plessis.

## Hydrologie

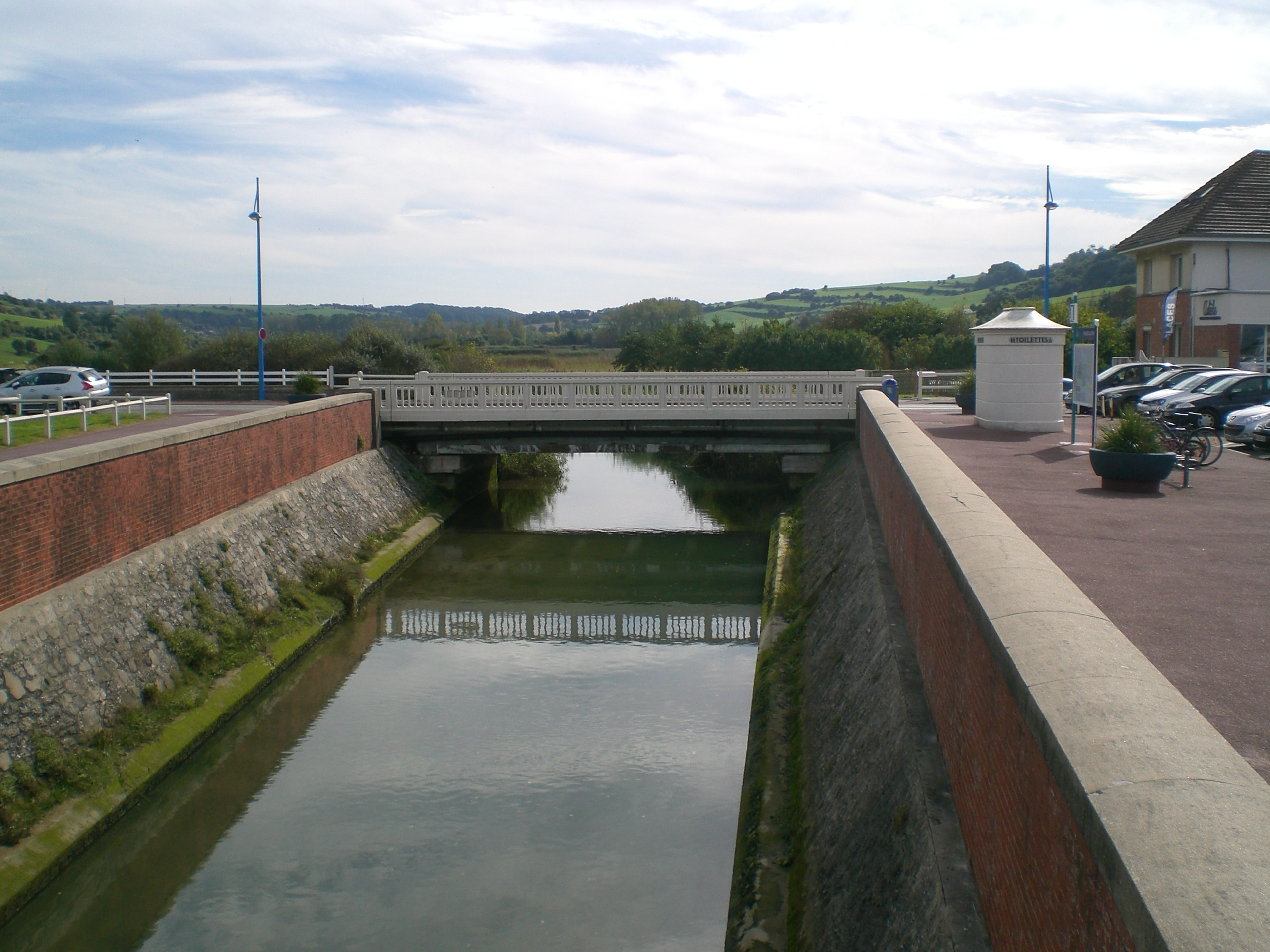
La Scie à Pourville - Hautot-sur-Mer - embouchure.

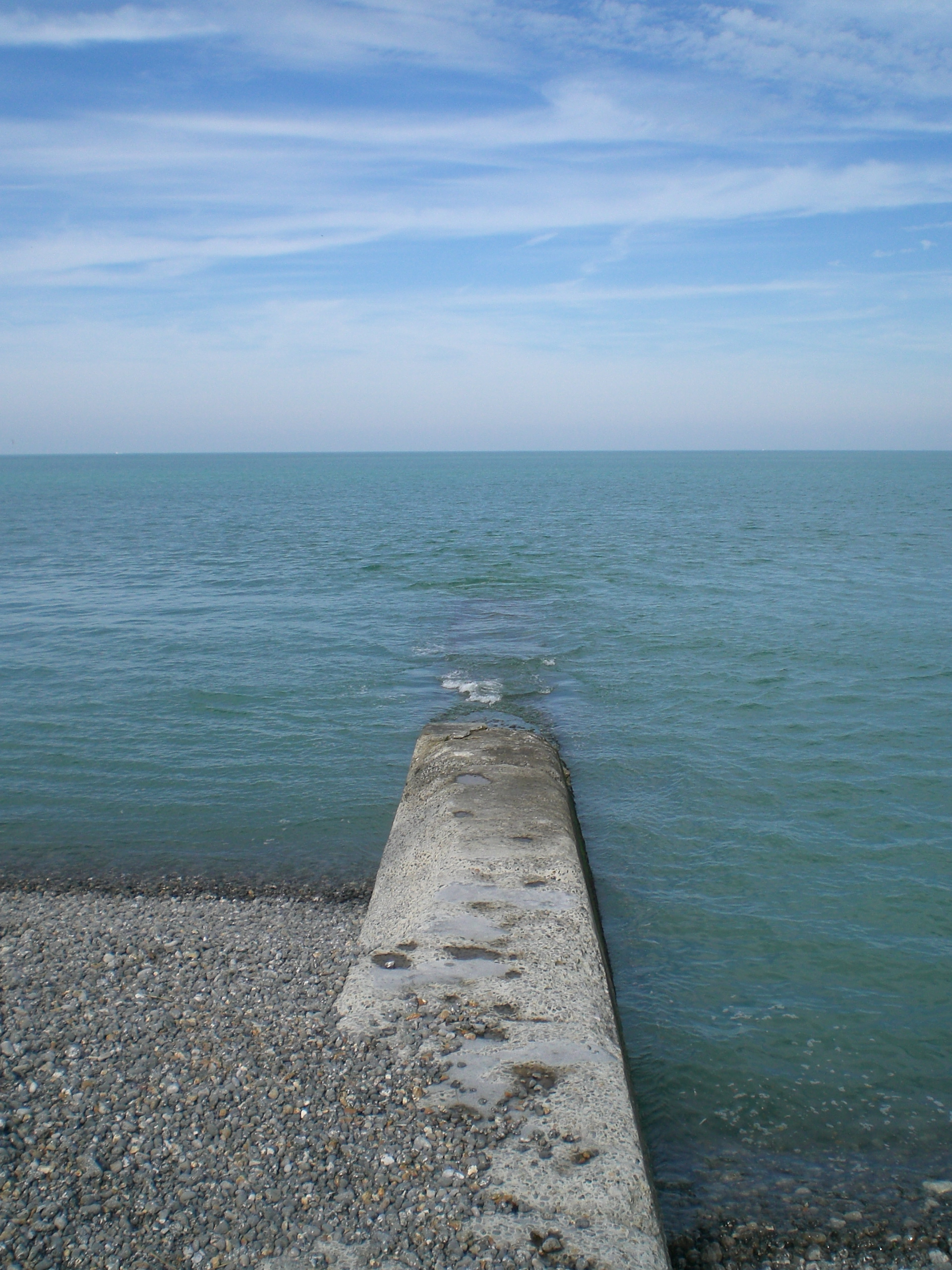
La Scie à Pourville - Hautot-sur-Mer - embouchure busée.

Le débit à l'estuaire se révèle particulièrement faible 1,8 m3/s) en raison de l'étroitesse du bassin versant, 217 km2 pour 6 m d'altitude ou 221 km2 (à 0 m d'altitude) selon le SANDRE (Service d'Administration Nationale des données et référentiels sur l'eau), liée à l'indigence du réseau tributaire (aucun affluent notable). Son rang de Strahler est donc de un.

## Aménagement et écologie

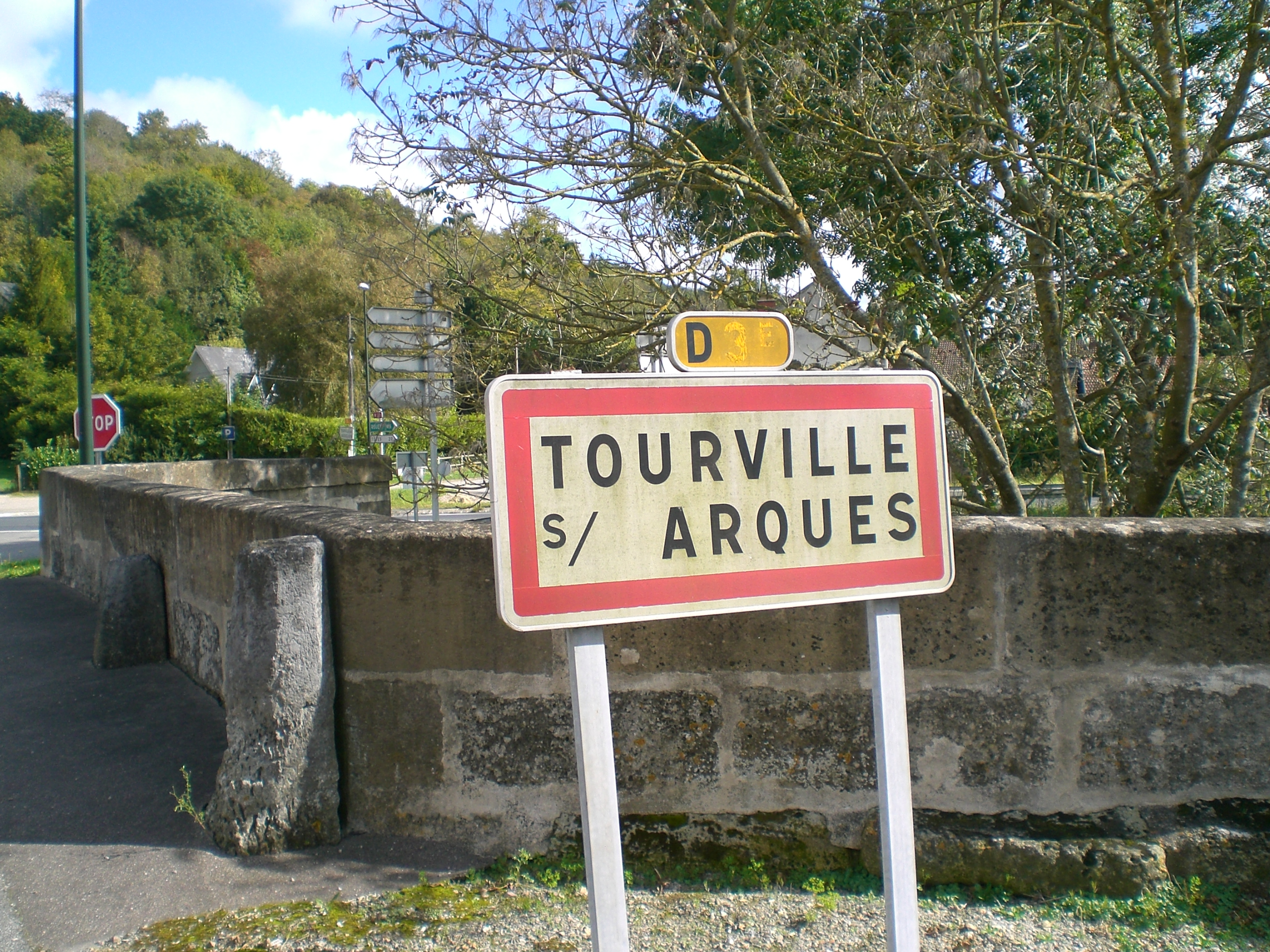
La scie à Tourville-sur-Arques.

Bénéficiant d'un courant rapide, la Scie est très prisée des pêcheurs, mais également des adeptes du canoë-kayak.

### La vallée de la Scie
La vallée de la Scie se situe à l'écart des itinéraires les plus fréquentés ; le fleuve côtier n'arrose que de petites localités dont le patrimoine porte toutefois le témoignage de la riche histoire de la région et de ses hommes illustres. Ainsi, près des sources de la Scie, à Saint-Victor-l'Abbaye, le souvenir de Guillaume le Conquérant se retrouve dans les ruines d'un monastère de bénédictins édifié en 1051 par un riche seigneur de Mortemer. Non loin de là, une tour de briques, élevée au XVe siècle par le seigneur du lieu, Louis de Giffard, domine un ancien prieuré érigé au XIIe siècle et transformé en ferme ayant appartenu à la famille de Gustave Flaubert qui fit s'y rencontrer Charles Bovary et, sa future épouse, Emma. L'ombre de Bertrand Du Guesclin plane au-dessus des vestiges du puissant château féodal de Longueville-sur-Scie, construit, au XIe siècle, par Gauthier Giffard, porte gonfanon de Guillaume le Conquérant à la bataille de Hastings, celle de Guy de Maupassant règne en maître au château de Miromesnil situé dans la commune de Tourville-sur-Arques.
De nombreux moulins (43 sont recensés en 1870 par le service des Ponts et Chaussées) ont occupé le cours du fleuve; construits dès le Moyen Âge, ils ont été utilisés pour le broyage de différents types de céréales, mais également pour la fabrication du tan (écorces de chêne réduites en poudre servant au tannage des peaux). Deux d'entre eux, transformés en lieux d'animation, dont un actionne encore une minoterie, sont encore présents à Saint-Maclou-de-Folleville (moulin de l'Arbalète) et à Auffay. Aujourd'hui, l'activité de la vallée est tournée vers la production de pommes et la fabrication du cidre, illustrée par la présence de la cidrerie du Duché de Longueville à Anneville-sur-Scie.

## Hydronyme
Est attesté sous la forme Sedam vers 1040.